# Eleições estaduais no Acre em 2014
As eleições estaduais no Acre em 2014 ocorreram em 5 de outubro, como parte das eleições em 26 estados e no Distrito Federal. Foram eleitos o governador Tião Viana, a vice-governadora Nazareth Araújo e o senador Gladson Cameli além de oito deputados federais e vinte e quatro estaduais. Como nenhum dos candidatos a governador recebeu mais da metade do votos válidos houve um segundo turno em 26 de outubro entre Tião Viana e Márcio Bittar com vitória daquele. Pela Constituição, o governador será eleito para um mandato de quatro anos a se iniciar em 1º de janeiro de 2015.
O quadro político acriano traz algumas singularidades como o fato de o PT ser o único partido a apresentar candidatos ao Palácio Rio Branco desde a volta das eleições diretas para governador em 1982 e em seis dessas oportunidades a legenda foi representada pelos irmãos Jorge Viana e Tião Viana, este candidato a reeleição. Vitorioso às disputas pelo governo do estado desde 1998, o petismo venceu metade das eleições para prefeito de Rio Branco realizadas desde o começo da Nova República em 1985 e em seus quadros já militaram pessoas como Chico Mendes e Marina Silva. O predomínio dos petistas surgiu após trinta e seis anos onde o Acre sustentou um bipartidarismo anterior ao Regime Militar de 1964 no qual o PMDB e o PDS disputavam os espaços políticos do estado.
Médico formado em 1986 pela Universidade Federal do Pará, o governador Tião Viana nasceu em Rio Branco e tem especialização em Medicina Tropical com residência em Doenças Infecciosas e Parasitárias em Brasília. Exerceu sua profissão na capital acreana e serviu voluntariamente ao Comando de Fronteira Acre – IV Batalhão de Infantaria de Selva. Representante da Sociedade Brasileira de Medicina Tropical no Acre, foi laureado Doutor em Medicina Tropical na Universidade de Brasília em 2003. Sempre filiado ao PT, elegeu-se senador em 1998 e 2006 e governador do Acre em 2010 e 2014.
A vitória de Tião Viana resultou na eleição de Nazareth Araújo. Natural do Rio de Janeiro, formou-se em Direito na Universidade de Brasília com pós-graduação em Direito Público pela Universidade Federal de Pernambuco e em Competências Gerenciais pela Fundação Getúlio Vargas. Tornou-se procuradora em 1994, foi procuradora-geral do estado no governo Binho Marques e subchefe de Assuntos Jurídicos da Casa Civil no primeiro governo Tião Viana. Filiada ao PT, foi eleita vice-governadora do Acre em 2014 na chapa que reelegeu o chefe do executivo estadual. Primeira mulher eleita para o cargo desde Iolanda Fleming em 1982, Nazareth Araújo é filha de José Augusto de Araújo, que em 1962 tornou-se o primeiro governador acreano eleito pelo voto direto embora tenha sido cassado pelo Regime Militar de 1964.

## Resultado da eleição para governador

### Primeiro turno
Com informações extraídas do Tribunal Superior Eleitoral que apurou 388.590 votos nominais.
| Candidato a governador do estado | Candidato a vice-governador(a) | Número | Coligação                                                                                        | Votação | Percentual |
| -------------------------------- | ------------------------------ | ------ | ------------------------------------------------------------------------------------------------ | ------- | ---------- |
| Tião Viana PT                    | Nazareth Araújo PT             | 13     | Frente Popular do Acre (PT, PDT, PCdoB, PSB, PTB, PCB, PSL, PSDC, PTN, PPL, PROS, PRP, PHS, PEN) | 193.253 | 49,73%     |
| Márcio Bittar PSDB               | Antônia Sales PMDB             | 45     | Aliança por um Acre melhor (PSDB, PMDB, PP, PSC, PSD, PRB, PPS, PTdoB, SD, PTC)                  | 116.948 | 30,10%     |
| Tião Bocalom DEM                 | Henrique Afonso PV             | 25     | Produzir Para Empregar (DEM, PV, PRTB, PR, PMN)                                                  | 76.218  | 19,61%     |
| Antônio Rocha PSOL               | Danis Cleia PSOL               | 50     | PSOL (sem coligação)                                                                             | 2.171   | 0,56%      |
| Fontes:                          |                                |        |                                                                                                  |         |            |

### Segundo turno
Com informações extraídas do Tribunal Superior Eleitoral que apurou 383.167 votos nominais.
| Candidato a governador(a) do estado | Candidato a vice-governador(a) | Número | Coligação                                                                                             | Votação | Percentual |
| ----------------------------------- | ------------------------------ | ------ | --- | ------- | ---------- |
| Tião Viana PT                       | Nazareth Araújo PT             | 13     | Frente Popular do Acre (PT, PDT, PCdoB, PSB, PTB, PCB, PSL, PRB, PSDC, PTN, PPL, PROS, PRP, PHS, PEN) | 196.509 | 51,29%     |
| Márcio Bittar PSDB                  | Antônia Sales PMDB             | 45     | Aliança por um Acre , , m elhor (PSDB, PMDB, PP, PSC, PSD, PRB, PPS, PTdoB, SD, PTC)                  | 186.658 | 48,71%     |
| Fontes:                             |                                |        | |         |            |

## Biografia do senador eleito

### Gladson Cameli
Nascido em Cruzeiro do Sul, o engenheiro civil Gladson Cameli é formado no Instituto Luterano de Ensino Superior de Manaus e exerceu a profissão em empresas de sua família. Sobrinho de Orleir Cameli, militou em duas outras legendas, mas foi ao ingressar no PP que iniciou sua carreira política ao eleger-se deputado federal em 2006 e 2010 e senador em 2014. Foi a primeira vez que os acrianos elegeram um senador cujo partido tem ligações com a ARENA e o PDS, legendas que sustentaram os Governos Militares, desde as vitórias de José Guiomard e Jorge Kalume em 1978.

## Suplente efetivado

### Aníbal Diniz
Paranaense de Campo Mourão, o historiador Aníbal Diniz chegou ao território acreano em 1977 residindo entre Rio Branco e Sena Madureira, cidade onde frequentou o seminário. De volta a Rio Branco em 1981, ingressou no jornalismo em 1984, no PT no ano seguinte e formou-se em História pela Universidade Federal do Acre. Trabalhou em órgãos de imprensa como A Gazeta do Acre, O Rio Branco, Página 20 e TV Gazeta. Politicamente ligado ao clã Viana, serviu a Jorge Viana como assessor de comunicação social e secretário de Comunicação quando o mesmo foi governador do Acre, cargo que exerceu também no governo Binho Marques, além de trabalhar na Rádio Difusora Acreana e na TV Aldeia, órgãos do governo estadual. Eleito suplente de senador em 2006, foi efetivado após a eleição de Tião Viana para governador do  Acre em 2010.

## Resultado da eleição para senador
Com informações extraídas do Tribunal Superior Eleitoral que apurou 374.813 votos nominais.
| Candidatos a senador da República | Candidatos a suplente de senador           | Número | Coligação                                                                                             | Votação | Percentual |
| --------------------------------- | ------------------------------------------ | ------ | --- | ------- | ---------- |
| Gladson Cameli PP                 | Mailza Gomes PSDB José Afonso Teixeira PSC | 111    | Aliança por um Acre melhor (PSDB, PMDB, PP, PSC, PSD, PPS, PTdoB, SD, PTC)                            | 218.756 | 58,36%     |
| Perpétua Almeida PCdoB            | Davi Santiago PSB Pedro Longo PSL          | 654    | Frente Popular do Acre (PT, PCdoB, PSB, PTB, PDT, PCB, PSL, PRB, PSDC, PTN, PPL, PROS, PRP, PHS, PEN) | 136.706 | 36,47%     |
| Roberto Duarte PMN                | Maria Rodrigues PV Sandra Saldo PR         | 333    | Produzir Para Empregar (DEM, PV, PRTB, PR, PMN)                                                       | 17.119  | 4,57%      |
| Fortunato Martins PSOL            | Paulo Cahu PSOL Hudson da Rocha PSOL       | 500    | PSOL (sem coligação)                                                                                  | 2.232   | 0,60%      |
| Fontes:                           |                                            |        | |         |            |

## Deputados federais eleitos
São relacionados os candidatos eleitos com informações complementares da Câmara dos Deputados.

Representação eleita
  PT: 3
  PMDB: 2
  PSB: 1
  PSDB: 1
  PRB: 1

| Número  | Deputados federais eleitos | Partido | Votação | Percentual | Cidade onde nasceu | Unidade federativa |
| 1314    | Raimundo Angelim           | PT      | 39.844  | 9,98%      | Rio Branco         | Acre               |
| 4040    | César Messias              | PSB     | 26.448  | 6,63%      | Cruzeiro do Sul    | Acre               |
| 4545    | Major Rocha                | PSDB    | 23.466  | 5,88%      | Sena Madureira     | Acre               |
| 1331    | Leo de Brito               | PT      | 20.876  | 5,23%      | Rio Branco         | Acre               |
| 1515    | Jéssica Sales              | PMDB    | 20.339  | 5,09%      | Cruzeiro do Sul    | Acre               |
| 1313    | Sibá Machado               | PT      | 18.395  | 4,61%      | União              | Piauí              |
| 1555    | Flaviano Melo              | PMDB    | 18.372  | 4,60%      | Rio Branco         | Acre               |
| 1012    | Alan Rick                  | PRB     | 17.903  | 4,48%      | Rio Branco         | Acre               |
| Fontes: |                            |         |         |            |                    |                    |

## Deputados estaduais eleitos
Estavam em jogo vinte e quatro cadeiras na Assembleia Legislativa do Acre.

Representação eleita
  PT: 5
  PTN: 2
  PMDB: 2
  PP: 2
  PDT: 2
  PROS: 1
  PSDC: 1
  PSB: 1
  PCdoB: 1
  PSDB: 1
  PRB: 1
  PRP: 1
  PV: 1
  PSD: 1
  DEM: 1
  PR: 1

| Número  | Deputados estaduais eleitos | Partido | Votação | Percentual | Cidade onde nasceu | Unidade federativa |
| 13690   | Ney Amorim                  | PT      | 10.213  | 2,52%      | Rio Branco         | Acre               |
| 13123   | Daniel Zen                  | PT      | 7.499   | 1,85%      | Rio Branco         | Acre               |
| 13012   | Jonas Lima                  | PT      | 7.222   | 1,78%      | Mâncio Lima        | Acre               |
| 19019   | Josa da Farmácia            | PTN     | 6.933   | 1,71%      | Cruzeiro do Sul    | Acre               |
| 13000   | Lourival Marques            | PT      | 6.585   | 1,62%      | Rio Branco         | Acre               |
| 13013   | Leila Galvão                | PT      | 6.167   | 1,52%      | Brasileia          | Acre               |
| 90000   | Maria Antônia Barbosa       | PROS    | 6.100   | 1,50%      | Brasileia          | Acre               |
| 27000   | Eber Machado                | PSDC    | 5.300   | 1,31%      | Rio Branco         | Acre               |
| 40234   | Manoel Moraes               | PSB     | 5.180   | 1,28%      | Rio Branco         | Acre               |
| 15120   | Chagas Romão                | PMDB    | 4.893   | 1,21%      | Xapuri             | Acre               |
| 65789   | Janilson Leite              | PCdoB   | 4.439   | 1,09%      | Tarauacá           | Acre               |
| 15555   | Eliane Sinhasique           | PMDB    | 4.138   | 1,02%      | Guaíra             | Paraná             |
| 19100   | Raimundinho da Saúde        | PTN     | 3.886   | 0,96%      | Cruzeiro do Sul    | Acre               |
| 45121   | Luiz Gonzaga Alves          | PSDB    | 3.833   | 0,95%      | Cruzeiro do Sul    | Acre               |
| 11122   | Nicolau Júnior              | PP      | 3.827   | 0,94%      | Cruzeiro do Sul    | Acre               |
| 10123   | Juliana Oliveira            | PRB     | 3.813   | 0,94%      | Rio Branco         | Acre               |
| 11111   | Gehlen Diniz                | PP      | 3.785   | 0,93%      | Sena Madureira     | Acre               |
| 44777   | André da Droga Vale         | PRP     | 3.733   | 0,92%      | Rio Branco         | Acre               |
| 43333   | Nelson Sales                | PV      | 3.557   | 0,88%      | Sena Madureira     | Acre               |
| 12222   | Jesus Sérgio                | PDT     | 3.483   | 0,86%      | Tarauacá           | Acre               |
| 55456   | Jairo Carvalho              | PSD     | 3.134   | 0,77%      | Rio Branco         | Acre               |
| 25456   | Antônio Pedro Mendonça      | DEM     | 2.876   | 0,71%      | Xapuri             | Acre               |
| 22555   | Whendy Lima                 | PR      | 2.701   | 0,67%      | Rio Branco         | Acre               |
| 12300   | Heitor Júnior               | PDT     | 2.683   | 0,56%      | Guajará-Mirim      | Rondônia           |
| Fontes: |                             |         |         |            |                    |                    |